# Ekkehard von Braunmühl
Ekkehard von Braunmühl , celým jménem Wilhelm Ekkehard Hans Joachim Mariano von Braunmühl (29. prosince 1940, Gleiwitz - 24. června 2020, Wiesbaden), byl německý novinář a aktivista za práva dětí. Byl zakladatelem a radikálním zastáncem antipedagogiky.

## Braunmühl a jeho antipedagogika
Braunmühl prosazoval "zrušení výchovy". „Výcvik“ dětí prostřednictvím výchovy - za účelem přizpůsobení se dětí představám dospělých - pokládal za totalitářské (a beztak nerealizovatelné). Požaduje respekt k rozvíjející se osobnosti, rovnost mezi vychovatelem a dítětem/žákem.
Obrací se k lidem, kteří chtějí být vůči dětem přátelští. Chování přátelské k dětem se nedá naučit, musíte se ho naučit sami. Svět se stává přátelským k dětem, když chrání život a svobodu dětí a stojí za nimi. Je důležité vytvořit prostor pro vlastní zájmy a činnost dětí. Děti chtějí zkoumat a učit se samostatně místo toho, aby byly nuceny učit se, co chce někdo jiný.
Jeho názory přijal Hubertus von Schoenebeck, ale podle Braunmühla velmi pokřiveným způsobem. To vyvolalo vášnivou diskusi, kterou v roce 1997 shrnul v knize „Co je to antipedagogická výchova?".
V roce 1970 založil Braunmühl rodičovské sdružení ve Wiesbadenu se svojí a 25 dalšími rodinami.